# Akademiska kören, Stockholm
Akademiska kören i Stockholm, AK, är en fristående blandad kör i Stockholm bildad redan 1931 under namnet Stockholmsstudenternas Körsällskap. Kören var då Sveriges första blandade studentkör. Kören är dock inte längre knuten till Stockholms universitet. Initiativtagare var redaktör Sven Appelqvist och musikdirektör Erik Ehnwall.[källa behövs]
År 2023 hade kören cirka 50 medlemmar och har en bred repertoar med allt från medeltida till nutida musik men även jazz och folkmusik, både sakrala och profana verk. Kören arrangerar flera konserter per år, ibland tillsammans med andra körer och orkestrar, jazzmusiker och barnkörer.
Sedan 2008 leds kören av Håkan Sund som är pianist, tonsättare och dirigent. Håkan har även varit lektor i pianospel vid Kungliga Musikhögskolan.

## Historia
Kören bildades 1931 under namnet Stockholmsstudenternas Körsällskap. År 1937 fick kören en logotyp i form av en lyra och bytte samtidigt namn till Akademiska kören. De vann huvudklassen vid körtävlingarna i Llangollen i Wales 1949 och följde upp segern med framträdanden på Jussi Björlings jordfästning och minneshögtiden för Dag Hammarskjöld på Gärdet. Under 1960-talet ändrades förutsättningarna för kören som en följd av pukasreformen. Detta ledde till att kören inte längre var en ren studentkör. Under 1990-talet gjordes turnéer i Danmark, Norge, Tyskland och Mexiko men även inom Sverige. De gjorde också konserter med Helen Sjöholm, Loa Falkman, Lars Roos, Anna-Lotta Larsson, Göran Fristorp, Arne Domnerus och Georg Riedel.

## Dirigenter
- 1931–1934 Sven Appelqvist
- 1934–1943 Erik Ehnwall
- 1934–1964 Johannes Norrby[5]
- 1964–1983 Eskil Hemberg[3]
- 1984–1986 Torkel Borelius
- 1987–1990 Olle Sköld
- 1990–1991 Anders Per Jonsson
- 1991–2007 Christina Hörnell
- 2007–2007 Maria Goundorina
- 2008–ff Håkan Sund

## Stödförening
Stödföreningen Akademiska körens vänner (AKV) består av tidigare körmedlemmar och andra intresserade.